# اعتقادات (کتاب)
اعتقادات  کتابی است به تالیف شیخ صدوق در شرح اعتقادات شیعه دوازده‌امامی. صدوق این کتاب را در روز جمعه ۱۲ شعبان ۳۶۸ هجری قمری به درخواست مشایخ شهر نیشابور در این شهر نوشت. صدوق در این کتاب اعتقادات شیعه را بیشتر به نقل از قرآن و روایت‌های چهارده معصوم بیان می‌کند و کمتر به نظر شخصی و مباحث کلامی و عرفانی می‌پردازد. شیخ مفید، شاگرد شیخ صدوق، شرحی بر این کتاب نوشته‌است.